# كريستوفر ويل
كريستوفر ويل (بالإنجليزية: Christopher Wiehl)‏ هو ممثل أمريكي، ولد في 29 أكتوبر 1970 بياكيما في الولايات المتحدة.

## أعمال

### أفلام
- (2003) جريمة قتل هوليوودية[2]

### مسلسلات
- إن سي آي إس
- جاغ
- جيريكو
- شبح هامس

## وصلات خارجية
- كريستوفر ويل على موقع IMDb (الإنجليزية)
- كريستوفر ويل على موقع ألو سيني (الفرنسية)
- كريستوفر ويل على موقع أول موفي (الإنجليزية)
- كريستوفر ويل على موقع قاعدة بيانات الفيلم (الإنجليزية)
- كريستوفر ويل على موقع كينوبويسك (الروسية)